# Okręg wyborczy województwo wałbrzyskie do Senatu Rzeczypospolitej Polskiej
Okręg wyborczy województwo wałbrzyskie do Senatu Rzeczypospolitej Polskiej obejmował w latach 1989–2001 obszar województwa wałbrzyskiego. Wybierano w nim 2 senatorów, przy czym w latach 1989–1991 obowiązywała zasada większości bezwzględnej, zaś w latach 1991–2001 większości względnej.
Powstał w 1989 wraz z przywróceniem instytucji Senatu. Zniesiony został w 2001, na jego obszarze utworzono nowe okręgi nr 2 i 3.
Siedzibą okręgowej komisji wyborczej był Wałbrzych.

## Reprezentanci okręgu
| Rok  | Senator komitet wyborczy                      | Senator komitet wyborczy                         | Senator komitet wyborczy               | Senator komitet wyborczy                    |
| ---- | --------------------------------------------- | ------------------------------------------------ | -------------------------------------- | ------------------------------------------- |
| 1989 |                                               | Włodzimierz Bojarski                             |                                        | Mieczysław Tarnowski                        |
| 1991 |                                               | Jan Wysoczański Unia Demokratyczna               |                                        | Jadwiga Bałtakis Unia Demokratyczna         |
| 1993 |                                               | Stanisław Kucharski Sojusz Lewicy Demokratycznej |                                        | Ryszard Gibuła Sojusz Lewicy Demokratycznej |
| 1997 | Kazimierz Drożdż Sojusz Lewicy Demokratycznej |                                                  |                                        | Ryszard Gibuła Sojusz Lewicy Demokratycznej |
| 2001 | okręg zniesiony, patrz okręgi nr 2 i 3        | okręg zniesiony, patrz okręgi nr 2 i 3           | okręg zniesiony, patrz okręgi nr 2 i 3 | okręg zniesiony, patrz okręgi nr 2 i 3      |

## Wyniki wyborów
Symbolem „●” oznaczono senatorów ubiegających się o reelekcję.

### Wybory parlamentarne 1989
| Kandydat                                                          | Głosów  | %     |
| ----------------------------------------------------------------- | ------- | ----- |
| Włodzimierz Bojarski                                              | 186 492 | 72,40 |
| Mieczysław Tarnowski                                              | 172 807 | 67,09 |
| Ryszard Najsznerski                                               | 15 966  | 6,20  |
| Andrzej Stefanowski                                               | 15 936  | 6,19  |
| Eugeniusz Nowak                                                   | 14 482  | 5,62  |
| Barbara Gontarczyk                                                | 9151    | 3,56  |
| Zbigniew Zastawny                                                 | 8784    | 3,41  |
| Kazimierz Sroka                                                   | 7375    | 2,86  |
| Bogdan Bejster                                                    | 6929    | 2,69  |
| Przemysław Minta                                                  | 5721    | 2,22  |
| Aleksander Kopeć                                                  | 4684    | 1,82  |
| Andrzej Lewandowski                                               | 3672    | 1,43  |
| Aleksander Szpilarewicz                                           | 3389    | 1,32  |
| Aleksander Breza                                                  | 3284    | 1,27  |
| Witold Duchiewicz                                                 | 2698    | 1,05  |
| Rafał Forczek                                                     | 3011    | 1,17  |
| Henryk Klisz                                                      | 2879    | 1,12  |
| Stanisław Helski                                                  | 2617    | 1,02  |
| Liczba głosów ważnych: 257 590 Źródło: Państwowa Komisja Wyborcza |         |       |

### Wybory parlamentarne 1991
| Kandydat                                              | Kandydat             | Komitet wyborczy                             | Głosów |
| ----------------------------------------------------- | -------------------- | -------------------------------------------- | ------ |
|                                                       | Jan Wysoczański      | Unia Demokratyczna                           | 51 701 |
|                                                       | Jadwiga Bałtakis     | Unia Demokratyczna                           | 42 809 |
|                                                       | Stanisław Jańczak    | Wyborcza Akcja Katolicka                     | 36 074 |
|                                                       | Mirosława Sielicka   | Wyborcza Akcja Katolicka                     | 33 576 |
|                                                       | Maria Dziewiecka     | Porozumienie Obywatelskie Centrum            | 29 127 |
|                                                       | Józef Wiłkomirski    | Sojusz Lewicy Demokratycznej                 | 28 917 |
|                                                       | Stanisław Kucharski  | Sojusz Lewicy Demokratycznej                 | 28 127 |
|                                                       | Antoni Borkowski     | Porozumienie Obywatelskie Centrum            | 24 576 |
|                                                       | Jan Łaganowski       | Polskie Stronnictwo Ludowe Sojusz Programowy | 20 512 |
|                                                       | Jerzy Goszcz         | Polskie Stronnictwo Ludowe Sojusz Programowy | 20 150 |
|                                                       | Zdzisław Dutkiewicz  | Komitety Obywatelskie Ziemi Wałbrzyskiej     | 19 237 |
|                                                       | Jerzy Ostoja-Solecki | Komitety Obywatelskie Ziemi Wałbrzyskiej     | 16 371 |
|                                                       | Janusz Andrzejewski  | Stronnictwo Demokratyczne                    | 16 143 |
|                                                       | Janusz Siemieniec    | Ruch Wolnych Demokratów                      | 12 619 |
| Frekwencja: 39,76% Źródło: Państwowa Komisja Wyborcza |                      |                                              |        |

### Wybory parlamentarne 1993
| Kandydat                                              | Kandydat            | Komitet wyborczy                                     | Głosów |
| ----------------------------------------------------- | ------------------- | ---------------------------------------------------- | ------ |
|                                                       | Stanisław Kucharski | Sojusz Lewicy Demokratycznej                         | 72 016 |
|                                                       | Ryszard Gibuła      | Sojusz Lewicy Demokratycznej                         | 71 505 |
|                                                       | Krzysztof Prędki    | Niezależny Samorządny Związek Zawodowy „Solidarność” | 58 063 |
|                                                       | Ryszard Gajewski    | Unia Demokratyczna                                   | 44 073 |
|                                                       | Zdzisław Grzymajło  | Unia Demokratyczna                                   | 42 257 |
|                                                       | Wacław Ossowski     | Polskie Stronnictwo Ludowe                           | 38 222 |
|                                                       | Adam Sandauer       | Konfederacja Polski Niepodległej                     | 33 668 |
|                                                       | Tadeusz Słobodzian  | Polskie Stronnictwo Ludowe                           | 32 716 |
|                                                       | Jerzy Siatkowski    | Aeroklub Ziemi Wałbrzyskiej                          | 22 200 |
|                                                       | Mirosław Sośnicki   | Kongres Liberalno-Demokratyczny                      | 20 164 |
|                                                       | Teofil Frankowski   | „Zjednoczenie Polskie”                               | 16 630 |
|                                                       | Andrzej Gołębiowski | Polska Partia Przyjaciół Piwa                        | 16 186 |
| Frekwencja: 49,81% Źródło: Państwowa Komisja Wyborcza |                     |                                                      |        |

### Wybory parlamentarne 1997
| Kandydat                                              | Kandydat            | Komitet wyborczy                          | Głosów |
| ----------------------------------------------------- | ------------------- | ----------------------------------------- | ------ |
|                                                       | Kazimierz Drożdż    | Sojusz Lewicy Demokratycznej              | 84 641 |
|                                                       | Ryszard Gibuła●     | Sojusz Lewicy Demokratycznej              | 80 236 |
|                                                       | Julian Golak        | Akcja Wyborcza Solidarność                | 76 991 |
|                                                       | Michał Ossowski     | Akcja Wyborcza Solidarność                | 72 868 |
|                                                       | Leszek Orpel        | Unia Wolności                             | 35 782 |
|                                                       | Jan Czarnecki       | Krajowa Partia Emerytów i Rencistów       | 30 816 |
|                                                       | Jan Horodecki       | Unia Prawicy Rzeczypospolitej             | 20 720 |
|                                                       | Ryszard Jastrzębski | Polskie Stronnictwo Ludowe                | 14 845 |
|                                                       | Czesław Pakla       | Polskie Stronnictwo Ludowe                | 12 361 |
|                                                       | Adam Fuszara        | KW Adama Fuszary Kandydata na Senatora RP | 9137   |
| Frekwencja: 45,28% Źródło: Państwowa Komisja Wyborcza |                     |                                           |        |